# Utilité publique en France
L'utilité publique en France est l'intérêt général qui détermine les relations entre les acteurs publics et privés autour d'une activité ou d'un projet. C'est une notion qui fonde le droit administratif en France. Les termes « utilité générale » et « intérêt public » sont parfois synonymes.

## Historique
L'idée d'utilité publique remonte à l'Ancien Régime, où elle servait à justifier les décisions du roi, permettant d'octroyer des concessions tout en rompant des droits existants. Une disposition à valeur constitutionnelle, l'article 17 de la Déclaration des Droits de l'homme et du citoyen de 1789, proclame que :
« La propriété étant un droit inviolable et sacré, nul ne peut en être privé, si ce n'est lorsque la nécessité publique, légalement constatée, l'exige évidemment, et sous la condition d'une juste et préalable indemnité »

## Description
L'utilité publique permet de rattacher une activité à la catégorie des actes administratifs. Ceci confère compétence aux juridictions administratives en cas de litige.
La procédure légale d'expropriation pour cause d'utilité publique permet à une collectivité administrative d'obtenir la propriété d'un bien immobilier d'un particulier, moyennant une indemnité juste et préalable. Elle est cadrée par le Code de l'expropriation pour cause d'utilité publique.
Une association, une fondation, peut être reconnue d'utilité publique. Les travaux publics sont qualifiés ainsi en raison de leur utilité publique. Une mesure d'utilité publique est utile à tous.